# Qattara-Senke
Koordinaten: 29° 30′ N, 27° 30′ O

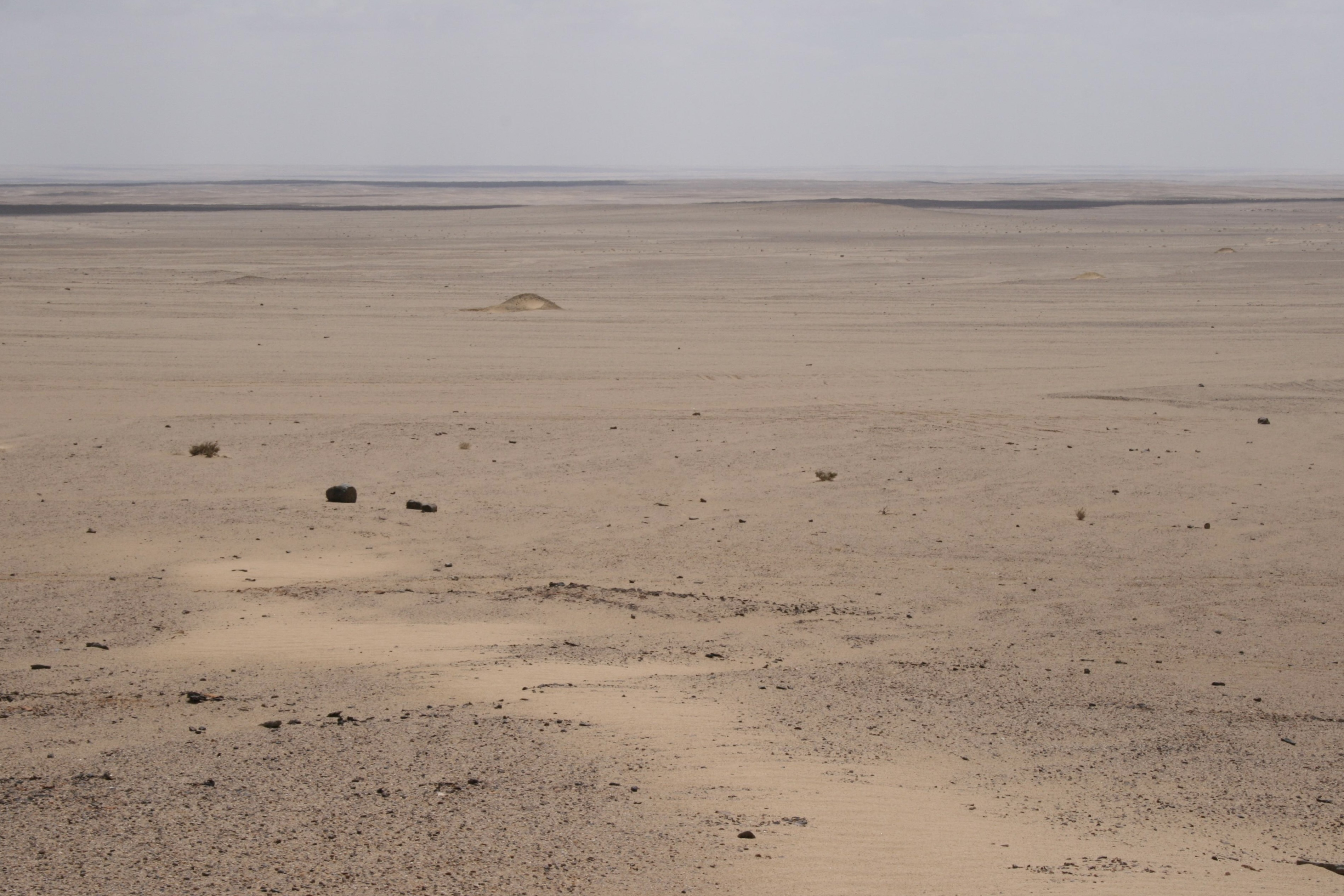
Qattara-Senke

Die Qattara-Senke (auch Kattarasenke; arabisch منخفض القطارة, DMG Munḫafaḍ al-Qaṭṭāra) ist eine Senke der Libyschen Wüste in Ägypten und in dessen nordwestlichem Gouvernement Matruh gelegen. Ihre Fläche ist mit etwa 18.000 Quadratkilometern so groß wie Sachsen. Die maximale Länge beträgt 120 und die maximale Breite 80 Kilometer. 133 Meter unter der Meereshöhe hat die Senke nach dem Assalsee in Dschibuti den zweittiefsten Grund Afrikas. Der Boden der Senke besteht vornehmlich aus einer Salzpfanne.

## Umwelt

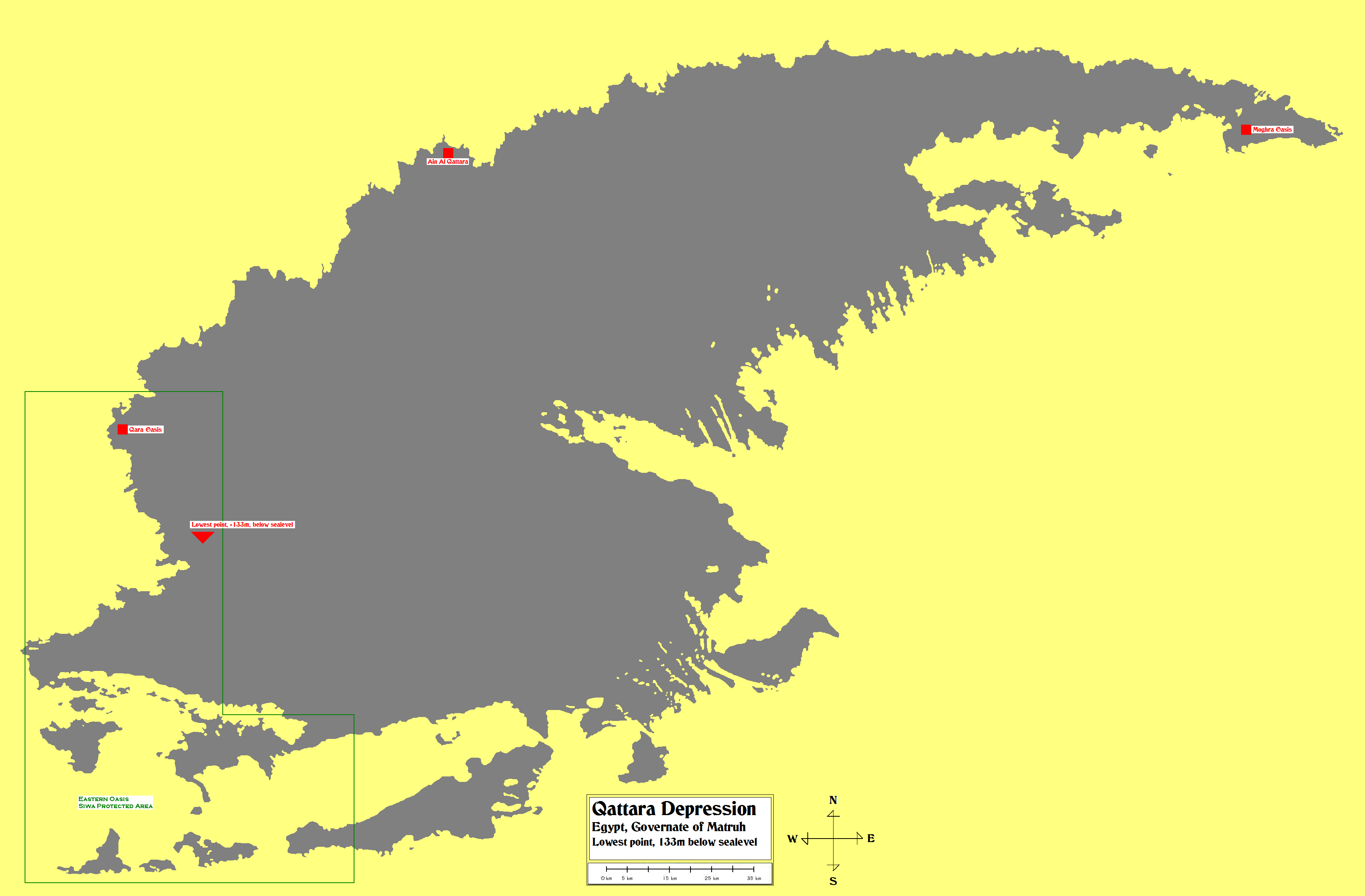
Kartenskizze

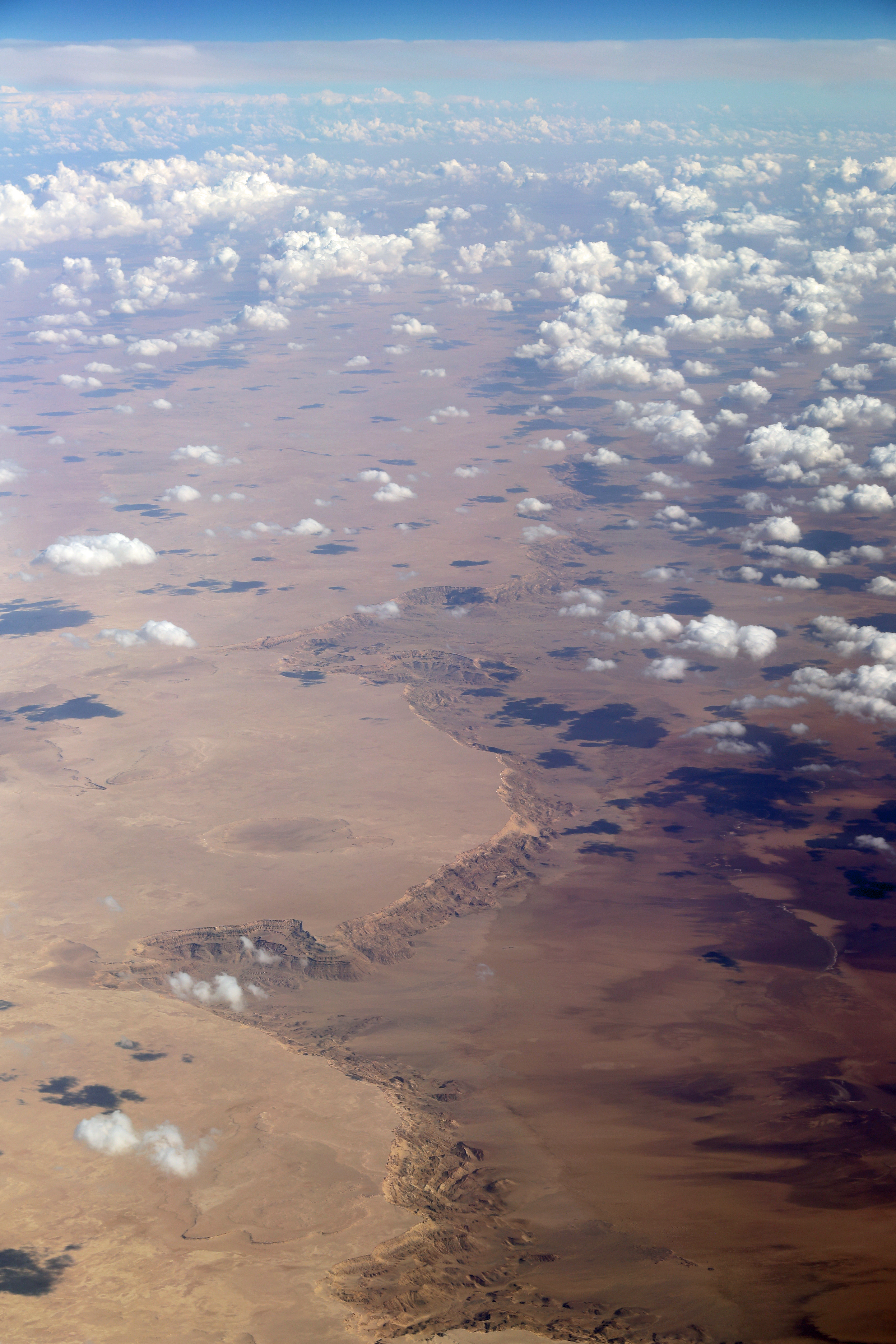
Nordwestlicher Klippenrand der Qattara-Senke; links: die El Diffa Hochfläche

Die einzige ständig bewohnte Siedlung in der Qattara-Senke ist die Qara-Oase am westlichen Ende der Senke, mit einer Bevölkerung von rund 300. Zudem ist die Senke von nomadisch lebenden Beduinen und ihren Herden bewohnt, wobei die größte Oase der Senke, die Moghra-Oase am östlichen Ende der Senke mit einem vier Quadratkilometer großen Brackwassersee und einem schilfbewachsenen Sumpf, in Zeiten der Wasserknappheit besonders wichtig ist.
Am nordwestlichen und nördlichen Klippenrand der Senke befinden sich Salzsümpfe. Auch treten Salzwiesen auf und bedecken eine Fläche von fast 300 km², obwohl in einigen Gebieten der Flugsand überhandnimmt. Etwa ein Viertel (26 %) des Gebietes ist eine Salztonebene, die aus einer harten Kruste und zähem Schlamm besteht und gelegentlich geflutet wird.
In sandigen Senken wachsende Akazienhaine repräsentieren die einzige permanente Vegetation. Die Akaziengehölze variieren stark in der Biodiversität und hängen zum Überleben vom Grundwasser und vom Niederschlag ab.
Die Senke ist ein wichtiges Biotop für Geparden, wobei die meisten Tiere im nördlichen, westlichen und nordwestlichen Teil der Depression gesehen wurden, wo die isolierten, wilden Oasen von Ain al-Qattara und Ain al-Ghazalat und viele Akazienhaine liegen.
Auch Gazellen (Gazella dorcas und Gazella leptoceros) bewohnen die Qattara-Senke, womit sie eine wichtige Nahrungsquelle für die Geparden darstellen. Die größte Gazellenpopulation existiert im südwestlichen Teil der Depression, in einem 900 km² großen Gebiet aus Feuchtland und feinem Sand, das die Oasen von Hatiyyat Tabaghbagh und Hatiyyat Umm Kitabain mit einschließt. Dieses Gebiet ist ein Mosaik von Seen, Salzwiesen, Buschland, wilden Palmenhainen und Grasland aus Desmostachya bipinnata.
Weitere hier anzutreffende Tiere sind der Kaphase (Lepus capensis), der Afrikanische Goldwolf (Canis lupaster), der Rüppellfuchs (Vulpes rueppelli) und, seltener, der Fennek (Vulpes zerda).
Auch der Mähnenspringer (Ammotragus lervia) war hier einst weit verbreitet, doch mittlerweile scheint er ausgestorben zu sein; die letzten Hörner wurden 1927 gefunden. Weitere hier ausgestorbene Spezies sind die Säbelantilope (Oryx dammah), die Mendesantilope (Addax nasomaculatus) und die Nordafrikanische Kuhantilope.
Reptilien werden unter anderem durch den Ägyptischen Mauergecko (Tarentola mindiae) repräsentiert.

## Zweiter Weltkrieg
Während des Zweiten Weltkriegs betrachtete man die Senke mit ihren Salzseen, den extrem hohen Klippen und dem Fech Fech, einem sehr feinen Sand, als undurchquerbar für die meisten Militärfahrzeuge, besonders für Panzer. So prägte ihre Existenz die Schlacht von El Alamein, bei der die Klippen teilweise das Schlachtfeld begrenzten.
Der Film Eiskalt in Alexandrien – Feuersturm über Afrika von 1958 präsentiert die Situation in der Qattara-Senke während des Zweiten Weltkriegs.

## Planungen eines Wasserkraftwerks
In dieser Senke einer Wüste wurde ein Wasserkraftwerk geplant, was wegen der weitgehenden Abwesenheit von Wasser zu erstaunen vermag. Im Jahr 1916 kam Albrecht Penck diese Idee, wobei es zunächst blieb. Erklärbar wird diese Idee nur dadurch, dass die tiefste Stelle der Senke 133 Meter unter dem Meeresspiegel liegt, prinzipiell genug Gefälle also für ein Wasserkraftwerk. Das Gebiet hat einen tropfenförmigen Grundriss, dessen Spitze nach Osten weist und die tiefe Rundung nach Südwesten – nach Norden hin hatte die Senke einen relativ steilen Abbruch, in dem man einen idealen Platz für solch ein Kraftwerk gefunden zu haben glaubte. Das Konzept gründete darauf, über mehrere Dutzend Kilometer einen Wasserweg vom Mittelmeer zur nördlichen Abbruchkante der Senke zu schaffen. Genau dieser Wasserweg stellte für die Planungen aber das eigentliche Hindernis dar – schließlich liegt zwischen der Senke und dem Mittelmeer eine Hügellandschaft mit mehreren hundert Metern Höhenunterschied, fast durchgängig deutlich über dem Meeresspiegel. Jedenfalls war in der Idee vorgesehen, nur so viel Meereswasser durch den Wasserweg in die Senke einzulassen, dass die natürliche Verdunstung den Wasserspiegel in der Senke niedrig genug hält, wodurch genug Höhenunterschied zum Antrieb von Wasserturbinen bliebe. Im Jahr 1927 begann John Ball über die Qattara-Senke als Standort für ein Wasserkraftwerk und über Fortschritte ihrer Erkundung zu berichten.
Da die Idee an sich immer wieder Faszination erzeugt, gibt es bis heute immer wieder neue Vorschläge, doch nun tatsächlich ein solches Projekt eines Wasserkraftwerkes in der Wüste zu realisieren. Der Aufwand ist enorm, daher bemüht man sich in neueren Vorschlägen, einen mehrfachen Nutzen aus dem Projekt zu ziehen. So wurde vorgeschlagen, das Wasserkraftwerk mit Wassergewinnung für Landbau zu verbinden. Dazu gehört u. a. der Vorschlag von 2009, anstatt Mittelmeerwassers das Wasser des Nildeltas durch einen Kanal und eine anschließende Pipeline in die Senke zu führen, um neben der Stromerzeugung auch Süßwasser für die Kultivierung der weiten Hänge der Senke zur Verfügung zu haben.